# Пирогово (Владимирская область)
Пирогово — деревня в Камешковском районе Владимирской области России, входит в состав Пенкинского муниципального образования.

## География
Деревня расположена в 8 км на северо-восток от центра поселения деревни Пенкино и в 34 км на юг от райцентра Камешково.

## История
В конце XIX — начале XX века деревня входила в состав Пенкинской волости Владимирского уезда, с 1924 года — в составе Второвской волости. В 1859 году в деревне числилось 32 дворов, в 1905 году — 60 дворов, в 1926 году — 71 хозяйств.
С 1929 года деревня являлась центром Пироговского сельсовета Владимирского района, с 1940 года — в составе Пенкинского сельсовета Камешковского района, с 2005 года — в составе Пенкинского муниципального образования.

## Население
| 1859 | 1905 | 1926 |
| ---- | ---- | ---- |
| 225  | 292  | 368  |

| 1859 | 1905 | 1926 | 2002 | 2010 | 2021 |
| ---- | ---- | ---- | ---- | ---- | ---- |
| 225  | ↗292 | ↗368 | ↘16  | →16  | ↗33  |